# Araneus margaritae
Araneus margaritae là một loài nhện trong họ Araneidae.
Loài này thuộc chi Araneus. Araneus margaritae được Lodovico di Caporiacco miêu tả năm 1940.